# Beetlejuice - Spiritello porcello
Beetlejuice - Spiritello porcello (Beetlejuice) è un film del 1988 diretto da Tim Burton. La trama ruota attorno a una coppia di coniugi recentemente scomparsi i quali, come fantasmi che infestano la loro ex casa, contattano Beetlejuice, un carismatico bio-esorcista, per spaventare i nuovi abitanti della dimora.
Il film è stato un successo di critica e commerciale, ha incassato 84,5 milioni di $ a fronte di un budget di 15 milioni di $, e si è aggiudicato l'Oscar al miglior trucco nel 1989. Il successo del film ha anche generato una serie televisiva animata (In che mondo stai Beetlejuice?), un musical teatrale e un sequel cinematografico di successo nel 2024.
L'AFI's 100 Years... 100 Laughs lo ha posizionato all'ottantottesimo posto nell'elenco delle cento migliori commedie americane di tutti i tempi.

## Trama
I pacifici coniugi Maitland, Adam e Barbara, rimangono vittime di un incidente d'auto; tornati da soli nella loro villa, scoprono cose bizzarre: sono capaci di fare azioni e gesti sovrannaturali, nessuno è in grado di vederli e fuori di casa li attende un deserto spaventoso abitato dai mostruosi Vermi delle Sabbie di Saturno. Grazie a un libretto chiamato Il manuale del novello deceduto capiscono di essere morti e, soprattutto, di essere diventati dei fantasmi.
La loro casa rimane ufficialmente vuota e viene acquistata dall'eccentrica famiglia Deetz, che da New York porta nella nuova cittadina tutte le nevrosi della città. Adam e Barbara, infastiditi dalle loro insopportabili personalità, tentano di spaventarli senza successo e scoprono che Lydia (figlia di Charles Deetz, nata da un suo precedente matrimonio), una sconsolata e lugubre ragazza goth, è capace di percepirli e vederli, cercando invano di aiutarli. I due attraversano un portale e si recano nell'altro mondo, più simile a un ufficio statale che all'oltretomba, dove si consultano con la loro assistente tombale, Juno: dovranno restare nella loro casa per almeno 125 anni e, se vorranno imparare a spaventare gli scocciatori, dovranno studiare a fondo il Manuale.
Nonostante i fermi avvertimenti della donna, Adam e Barbara contattano il suo ex assistente Betelgeuse (pronunciato come Beetlejuice, "succo di scarafaggio"), un fantasma che di professione fa il "bio-esorcista", ovvero il contrario del classico esorcista: si sbarazza degli umani con l'uso di scherzi per dare pace agli altri spiriti. I due si pentono presto di averlo invocato e quindi studiano un altro modo per scacciare i Deetz, ma Betelgeuse, furioso di essere stato rifiutato, decide di restare e si sistema nel minuscolo cimitero del villaggio in scala di Adam. Nel frattempo Charles Deetz, affascinato dall'ambiente pacifico della piccola cittadina, chiama il suo capo Maxi Dean cercando di convincerlo a renderla una meta turistica, ma con poco interesse di quest'ultimo.
Durante una cena i Maitland provano a spaventare i Deetz e i loro ospiti possedendoli e facendo ballare loro la Day-O (Banana Boat Song) ma falliscono miseramente e li fanno solo divertire. Betelgeuse, invocato definitivamente, entra in scena: terrorizza i Deetz sotto forma di un mostruoso serpente gigante ma viene richiamato da Barbara. Juno convoca nell'Altro Mondo i Maitland per rimproverarli di aver invocato Betelgeuse nonostante i suoi avvertimenti e per aver dato prove agli umani dell'esistenza dei fantasmi; prima di lasciarli andare testa le loro capacità di spavento facendogli deformare le proprie facce. Intanto Lydia tenta di unirsi agli spiriti ma è fermata prima che invochi Betelgeuse. Maxi Dean, anziché trasformare il villaggio in una meta turistica, sarebbe più interessato ai due fantasmi da catturare per poi esporli come fenomeni da baraccone.
Otho, l'amico intimo della signora Deetz, riesce ad impadronirsi del Manuale e organizza una seduta spiritica seguendo le istruzioni per invocare i due fantasmi, non sapendo che un esorcismo contro Adam e Barbara è un procedimento mortale per gli spiriti. Lydia, pur di salvare i suoi amici fantasmi, invoca Betelgeuse e accetta di sposarlo, così il fantasma terrorizza una volta per tutte Otho, si sbarazza di Dean e dei suoi colleghi per poi invocare una cerimonia nuziale per coniugarsi con la ragazza. I Maitland controattaccano, salvano i Deetz e scacciano Betelgeuse, che viene inghiottito da un Verme delle Sabbie.
Alla fine, i Deetz e i Maitland decidono di vivere in armonia all'interno della casa e Lydia, Adam e Barbara diventano grandi amici (la coppia si comporta come secondi genitori per la ragazza). Betelgeuse, nel frattempo, è bloccato nella sala d'attesa dell'aldilà; lì si inimica uno stregone, che rimpicciolisce la sua testa. Egli, tuttavia, rimane ottimista e afferma che per lui va bene.

## Produzione
Il successo finanziario di Pee-wee's Big Adventure significava che Tim Burton era ora considerato un regista "bancabile" (apprezzabile dal punto di vista economico). Così, Burton iniziò a lavorare sul copione di Batman con Sam Hamm. Mentre la Warner Bros. era pronta a pagare per lo sviluppo del copione, gli scrittori erano ancora impossibilitati alla realizzazione effettiva del film. Nello stesso tempo, Burton iniziava a leggere i copioni che gli erano stati inviati ma cominciava già a demoralizzarsi per la mancanza di immaginazione e originalità. David Geffen diede in mano a Burton il copione di Beetlejuice, scritto da Michael McDowell, autore anche del soggetto di Il vaso, un episodio dei Nuovi Alfred Hitchcock presenta diretto dallo stesso Tim Burton.
Larry Wilson fu ingaggiato per continuare la riscrittura del lavoro insieme a McDowell, benché successivamente Burton rimpiazzò McDowell e Wilson con Warren Skaaren, a causa di differenze creative. L'iniziale scelta di Burton per il ruolo di Betelgeuse fu Sammy Davis Jr., ma Geffen suggerì Michael Keaton. Burton aveva poca familiarità del lavoro di Keaton ma fu presto convinto. Scelse poi Winona Ryder dopo averla vista in Lucas (1986). Catherine O'Hara fu presto scritturata mentre Burton perse molto tempo a convincere altri membri del cast a partecipare al film, da questi definito "un copione strambo di cui non sappiamo cosa fare". Tra questi Jeffrey Jones fu uno dei più difficili da convincere; l'attore si ricrederà sul regista, tanto che lo si ritrova in molti altri film di Burton.
Burton avrebbe inoltre voluto scritturare Anton Furst come scenografo, dopo essere rimasto favorevolmente impressionato dal suo lavoro in In compagnia dei lupi e Full Metal Jacket, ma Furst era già impegnato sul set di High Spirits - Fantasmi da legare. Burton ingaggiò così Bo Welch, suo futuro collaboratore in Edward mani di forbice e in Batman - Il ritorno.
La Warner Bros. non era molto convinta del titolo del film, Beetlejuice, e voleva chiamarlo House Ghost ("Lo spettro della casa"). Per provocazione, Burton suggerì allora il titolo improbabile e volgare Scared shitless (un gioco di parole in lingua inglese, il cui significato alla lettera è "defecarsi addosso per la paura") e rimase inorridito quando lo studio considerò la possibilità di usarlo. Alla fine venne lasciato il titolo originario.

### Riprese
Il film è ambientato nella immaginaria contea di Winter River, nel Connecticut, ma in realtà tutte le scene all'aperto sono state girate a East Corinth, un villaggio ancora esistente nella contea di Corinth, nel Vermont. Gli interni sono stati creati presso i Culver Studios di Culver City, in California. La casa dei Maitland è stata costruita solo per le riprese e demolita appena il film è stato ultimato. Le riprese principali sono iniziate l'11 marzo 1987.

## Accoglienza

### Incassi
Beetlejuice ha debuttato negli Stati Uniti d'America il 30 marzo 1988, guadagnando 8030897 $ nel fine settimana di apertura. Alla fine, il film ha incassato globalmente 84,5 milioni di $. È stato il decimo film di maggior incasso del 1988.

### Critica
Il film è stato accolto con una risposta per lo più positiva. Sulla base di 118 recensioni raccolte da Rotten Tomatoes, ha ricevuto un punteggio di approvazione complessivo dell'83% con una media ponderata di 7/10. Su Metacritic, ha un punteggio medio ponderato di 71 su 100, basato su 19 recensioni.
Pauline Kael ha definito il film un "classico della commedia". Jonathan Rosenbaum di Chicago Reader ha dato una recensione molto positiva, affermando che Beetlejuice portava originalità e creatività che non esistevano in altri film. Vincent Canby del New York Times l'ha definita "una farsa per il nostro tempo" e voleva che Keaton avesse avuto più tempo sullo schermo. Desson Howe del Washington Post sentiva che Beetlejuice aveva "il perfetto equilibrio tra bizzarria, commedia e orrore".
Janet Maslin del New York Times ha dato al film una recensione negativa, affermando che il film "cerca qualsiasi cosa per ottenere l'effetto, e solo occasionalmente riesce a fare qualcosa di marginalmente divertente" e "è divertente quanto una testa rimpicciolita". Roger Ebert del Chicago Sun-Times ha dato al film due stelle su quattro, scrivendo che "sarebbe stato più interessato se la sceneggiatura avesse preservato il dolce romanticismo [di Alec Baldwin e Geena Davis] e avesse ridotto la farsa". Per il personaggio di Keaton, Ebert lo ha definito "irriconoscibile dietro chili di trucco" e ha dichiarato che "le sue scene non sembrano adattarsi all'azione". MaryAnn Johanson fu impressionata dal cast, dal production design e dalle battute.

## Riconoscimenti
- 1989 – Premio Oscar
  - Miglior trucco a Ve Neill, Steve La Porte e Robert Short
- 1989 – BAFTA
  - Candidatura per il miglior trucco a Ve Neill, Steve La Porte e Robert Short
  - Candidatura per i migliori effetti speciali a Alan Munro, Ted Rae, Peter Kuran e Robert Short
- 1989 – BMI Film & TV Award
  - Miglior colonna sonora a Danny Elfman
- 1989 – Kids' Choice Award
  - Candidatura per il film preferito
- 1988 – National Society of Film Critics Awards
  - Miglior attore protagonista a Michael Keaton
- 1989 – Premio Hugo
  - Candidatura per la miglior rappresentazione drammatica a Tim Burton, Michael McDowell, Warren Skaaren e Larry Wilson
- 1989 – Young Artist Award
  - Migliore film d'animazione o fantasy per la famiglia
- 1990 – Saturn Award
  - Miglior film horror
  - Miglior attrice non protagonista a Sylvia Sidney
  - Miglior trucco a Ve Neill, Steve La Porte e Robert Short
  - Candidatura per la miglior regia a Tim Burton
  - Candidatura per il miglior attore non protagonista a Michael Keaton
  - Candidatura per la miglior sceneggiatura a Michael McDowell e Warren Skaaren
  - Candidatura per la miglior colonna sonora a Danny Elfman
  - Candidatura per i migliori effetti speciali a Peter Kuran, Alan Munro, Ted Rae e Robert Short

## Altri media

### Serie animata
Il successo del film portò ad una fortunata serie animata televisiva chiamata In che mondo stai Beetlejuice? (Beetlejuice) sull'ABC. Lo show fu sugli schermi dal settembre 1989 al dicembre 1991. Tim Burton ebbe il ruolo di produttore esecutivo.

### Teen Titans Go!
Beetlejuice è apparso anche in crossover nell'episodio "Il fantasma con più carisma" della serie animata dell'Universo DC Teen Titans Go!.

### Attrazione di parchi tematici
Il successo del film pose le basi per l'attrattiva teatrale nei confronti del soggetto da parte del parco tematico della Universal Studios. Lo spettacolo ha luogo sia agli Universal Studios Florida sia agli Universal Studios Japan.
Lo spettacolo fu inaugurato agli Universal Studios Florida nel 1992 col nome Beetlejuice's Rock 'N' Roll Graveyard Revue. Prese il posto dello spettacolo dal vivo Fievel sbarca in America, aperto l'anno precedente. Lo spettacolo ha luogo nell'anfiteatro dell'Area di San Francisco, in Florida. In origine vi prendeva parte un cast che comprendeva mostri della Universal Classic come Dracula, l'Uomo lupo, Frankenstein, la moglie di Frankenstein e il Fantasma dell'Opera, eseguendo un mix di canzoni degli anni settanta, ottanta e novanta. Nel 2002 lo spettacolo subì un rinnovamento del set, dei costumi, coreografia, effetti speciali e canzoni. Il Fantasma dell'Opera fu rimpiazzato da due nuovi personaggi chiamati Hip & Hop che hanno il ruolo di riserve per i ballerini.
Lo show si aprì agli Universal Studios Japan come parte della grande apertura degli studio il 31 marzo 2001. Esso ha luogo tuttora alla Hollywood Area in Giappone. Lo spettacolo è simile a quello in Florida fatta eccezione per la lingua, il giapponese, e il titolo, Universal Monsters Live Rock And Roll Show.
Lo show fu aperto anche agli Universal Studios Hollywood nell'estate del 1992. Originalmente veniva rappresentato su un set fuoriporta vicino all'attuale sito di Terminator 2: 3D Attraction prima di essere trasferito nel Castle Theatre nel 1995. Lo spettacolo prevedeva tutti gli Original Classic Monsters e fu considerato un'attrazione di successo. Benché l'attrazione dello spettacolo fosse buona, esso venne chiuso nel 1999 e nello stesso luogo, nel 2002, fu rimpiazzato dallo spettacolo di Spider-Man fino al 2004 e quindi da Fear Factor Live!.

### Videogiochi
Beetlejuice è uno dei tanti personaggi giocabili in LEGO Dimensions sbloccando il mondo e una arena da battaglia ispirati al film.

### Beetlejuice Goes Hawaiian
Kevin Smith ha parlato di alcune offerte che gli sono state fatte per scrivere la sceneggiatura di un eventuale seguito di Beetlejuice, intitolato Beetlejuice Goes Hawaiian ("Beetlejuice va alle Hawaii").
La trama abbozzata principale sarebbe stata questa: i Deetz sarebbero partiti per una vacanza ai tropici e, a causa di un errore, vengono risvegliati degli spiriti maligni tribali. Beetlejuice sarebbe intervenuto per risolvere la situazione.
Per il momento Smith sembra aver rifiutato l'offerta, cosa che aveva già fatto prima di lui Jonathan Gems, sceneggiatore di Mars Attacks!. Lo stesso Tim Burton, nonostante l'interesse iniziale del combinare un beach movie con l'espressionismo tedesco, ha declinato la proposta di dirigere un eventuale sequel. Nel 2010 Keaton e la Davis hanno affermato di essere interessati a partecipare al seguito.

### Musical
Beetlejuice è un musical con musica e testi di Eddie Perfect e libretto di Scott Brown e Anthony King. Si basa sull'omonimo film del 1988: una coppia di defunti cerca di perseguitare i nuovi abitanti della loro ex casa e chiedere aiuto a un devoto fantasma bioesorcista di nome Betelgeuse (pronunciato "Beetlejuice"), che viene invocato pronunciando il suo nome tre volte. È molto diverso dal film.
Il musical è stato presentato in anteprima al National Theatre di Washington, DC, nell'ottobre 2018, prima dell'apertura a Broadway al Winter Garden Theatre il 25 aprile 2019. È prodotto da Warner Bros. Theater Ventures (un'unità del proprietario del franchising Warner Bros.) .

## Sequel
Un primo progetto di sequel del film fu discusso già nel 1990, e avrebbe dovuto basarsi su una sceneggiatura di Warren Skaaren. Problemi di salute dello stesso Skaaren e gli impegni di Tim Burton in altri progetti, tuttavia, fecero sì che il film non venisse mai realizzato.
Nel 2013 Tim Burton e la Warner Bros. tornarono sul progetto di un Beetlejuice 2, confermando un possibile seguito del film.
A gennaio 2014, il regista confermò che sarebbe tornato dietro la macchina da presa per il seguito del film, la cui data di uscita non era stata ancora confermata. Nel 2014 erano in corso le trattative per portare nel seguito l'attrice Winona Ryder. Nel marzo 2016 Tim Burton avrebbe confermato Winona Ryder e Michael Keaton, ma nello stesso anno Tim Burton smentì le indiscrezioni sul seguito.
Nel 2023, il film è stato confermato da Warner Bros., con Burton di nuovo alla regia, Elfman nuovamente come compositore, Keaton e Ryder che riprenderanno i loro ruoli e Jenna Ortega che si unisce al cast nel ruolo della figlia di Lydia.
L'inizio delle riprese era originariamente previsto per la metà del 2022. Il 18 maggio 2023, è stato riferito che le riprese si stavano svolgendo intorno al Princess Helena College a Preston, Hertfordshire, Inghilterra. Le riprese degli esterni si sono svolte a East Corinth, nel Vermont (il luogo delle scene all'aperto del film originale del 1988), a metà del 2023. Le riprese si sono concluse nel Vermont il 30 novembre 2023.
Il primo di febbraio 2024 è stata annunciato da Warner Bros. la data di uscita del film  Beetlejuice Beetlejuice negli Stati Uniti, ovvero il 6 settembre 2024.